# Ben Toma

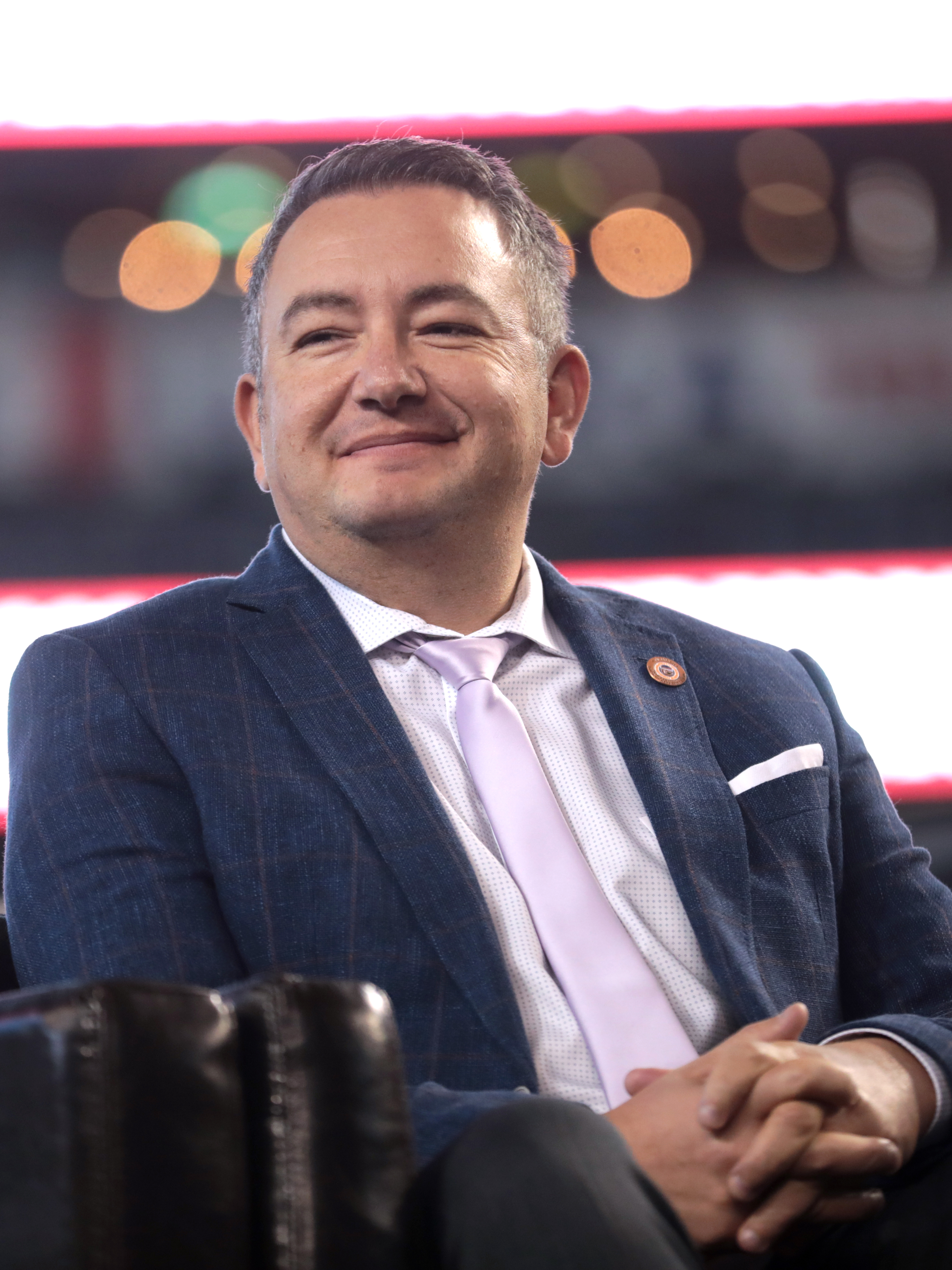
Ben Toma

Ben Toma (* 1979 in Cluj-Napoca) ist ein US-amerikanischer Politiker der Republikaner aus Arizona. Seit 2023 ist er der Sprecher des Repräsentantenhauses von Arizona, nachdem Toma seit 2017 Abgeordneter in dieser Parlamentskammer war.

## Leben
Die Familie des in Rumänien geborenen Ben Toma verließ sein Geburtsland 1986, zunächst in Richtung Istanbul, dann Griechenland und Rom. Er kam schließlich 1987 nach Portland (Oregon) in den Vereinigten Staaten. Er schloss die High School in Portland ab und studierte 1995/1996 an der Portland State University. Den Abschluss eines Bachelors in Philosophie erreichte er 2003 an der Arizona State University. Beruflich war er unter anderem als Manager bei American Express und als Inhaber eines eigenen Grundstücksmaklerbüros tätig.

## Politik
2014 und 2015 gehörte Toma dem Stadtrat von Peoria an. 2017 zog er in das Repräsentantenhaus des Bundesstaates ein, nachdem er zum Nachfolger eines zurückgetretenen Abgeordneten ernannt worden war. Er wurde 2018, 2020 und 2022 wiedergewählt. Für die Wahlen im November 2024 bewarb er sich als Nachfolger von Debbie Lesko um einen Sitz im Repräsentantenhaus der Vereinigten Staaten für den 8. Kongresswahlbezirk. Trump empfahl kurz vor in der Vorwahlen Tomas Konkurrenten Blake Masters und Abe Hamadeh. Hamadeh gewann schließlich die Vorwahl, Toma schied aus.
In der Frage um das Verbot von Abtreibungen stimmte das Repräsentantenhaus Arizonas im April 2024 knapp gegen die Diskussion eines Gesetzesentwurfs, der ein vollständiges Abtreibungsverbot in Arizona aus dem Jahr 1864 aufgehoben hätte. Ben Tomas Votum gab den Ausschlag. In einem dritten Anlauf konnte Tomas Widerstand gegen die Aufhebung des Gesetzes am 24. April 2024 durch die Stimmen zweier Parteifreunde von Toma überwunden werden.